# André Leducq
André Leducq (ur. 27 lutego 1904 w Saint-Ouen-sur-Seine, zm. 18 czerwca 1980 w Marsylii) – francuski kolarz szosowy i torowy, złoty medalista szosowych mistrzostw świata.

## Kariera
Pierwszy sukces w karierze André Leducq osiągnął w 1924 roku, kiedy zdobył złoty medal w wyścigu ze startu wspólnego amatorów podczas szosowych mistrzostw świata w Paryżu. W zawodach tych wyprzedził bezpośrednio Szwajcara Otto Lehnera oraz swego rodaka Armanda Blanchonneta. Był to jednak jedyny medal wywalczony przez Leducqa na międzynarodowej imprezie tej rangi. W tej samej konkurencji był także szósty na rozgrywanych rok wcześniej mistrzostwach świata w Zurychu oraz piąty na mistrzostwach świata w Apeldoorn w 1925 roku. W międzyczasie wystartował na igrzyskach olimpijskich w Amsterdamie, gdzie był dziewiąty indywidualnie, a drużynowo był zawodnikiem nie punktującym (Francuzi zdobyli złoto, lecz Leducq jako najsłabszy w reprezentacji nie otrzymał medalu). Ponadto w 1923 roku wygrał wyścigu Paryż-Troyes, w 1924 roku był drugi w Paryż-Reims, w 1927 roku wygrał dwa etapy i zajął drugie miejsce w klasyfikacji generalnej Vuelta al País Vasco, w 1928 roku wygrał jeden etap i ponownie był drugi w Vuelta al País Vasco oraz wygrał Paryż-Roubaix, w 1930 roku wygrał Paryż-Caen, rok później Paryż-Tours, w 1933 roku był najlepszy w Critérium International, a w 1934 roku wygrał Critérium des As. Wielokrotnie startował w Tour de France, przy w latach 1930 i 1932 zwyciężał w klasyfikacji generalnej, w 1928 roku był drugi, a rok wcześniej zajął czwarte miejsce. Łącznie wygrał 25 etapów TdF, najwięcej w 1932 roku – sześć. Sześciokrotnie zdobywał medale szosowych mistrzostw Francji, w tym złoty w 1924 roku. Startował także w kolarstwie torowym, jednak bez większych sukcesów. Jako zawodowiec startował w latach 1926–1939.

## Ważniejsze sukcesy
- Zwycięzca Tour de France 1930 i 1932.
- łącznie 25 etapów na Tour de France
- Mistrzostwo świata amatorów (1924)
- Zwycięzca Paryż-Roubaix (1928)
- Zwycięzca Paryż-Tours (1931)
- 2. miejsce Paryż-Roubaix (1935)
- 2. miejsce Dookoła Kraju Basków (1927, 1928)